# Melon
 For alternative betydninger, se Melon (hval).
Melon (Cucumis melo) er en klatreplante, der er blevet dyrket de sidste 4000 år (ca. 2000 f.Kr.) i Persien og Afrika. Denne blomstrende plante bærer en frugt der af botanikere kaldes et falsk bær. Der er gennem tiden blevet udviklet mange forskellige melontyper. Blandt de mest kendte er honningmelon.
Vandmelonen er, trods navnet, ikke direkte i samme slægt som melonen. Derimod er de begge placeret inden for samme familie (se taxoboksen).

## Galleri
- Melon
- Melonspirer
- Muskmelon frø

| Botanik | Spire Denne botanikartikel er en spire som bør udbygges. Du er velkommen til at hjælpe Wikipedia ved at udvide den. |